# Slam Bradley
Slam Bradley ist der Titel einer Comicreihe die seit 1937 mit Unterbrechungen von dem US-amerikanischen DC-Verlag veröffentlicht wird.
Die Reihe handelt von den Abenteuern des Privatdetektivs Slam Bradley, der in seinem Auftreten und seinem Charakter den „hardboiled detectives“ der sogenannten „Schwarzen Serie“, wie Dashiell Hammetts Sam Spade („The Maltese Falcon“) oder Raymond Chandlers Detektivfigur des Philip Marlowe („The Big Sleep“) äußerst ähnlich ist. Die große Mehrzahl der Geschichten, die bislang unter dem „Slam Bradley“-Titel erschienen sind, ist dementsprechend dem Genre des „Crime Comics“ zuzuordnen.

## Veröffentlichungen zu Slam Bradley
Die erste „Slam Bradley“-Geschichte erschien in Detective Comics #1 vom März 1937. Diese Geschichte wurde vom Autor Jerry Siegel und dem Zeichner Joe Shuster, gestaltet, die somit die Schöpfer des Charakters wie auch der Reihe „Slam Bradley“ sind. Beide wurden knapp ein Jahr später durch die von ihnen geschaffene Comicfigur Superman weltberühmt.
Die Abenteuer von Slam Bradley erschienen von 1937 bis Oktober 1949 als ein festes Feature in den Detective Comics. Nachdem insgesamt 152 Ausgaben der Serie Bradley-Geschichten" beinhaltet hatten, wurde „Slam Bradley“ in Detective Comics #153 zugunsten des neuen Features „Roy Raymond, TV Detective“ ersetzt. Während Siegel den Großteil der „Slam Bradley“-Geschichten verfasste, wurden nur einige wenige frühe Storys von Shuster visualisiert: Die Mehrzahl der Geschichten der Reihe wurden von Künstlern wie Jack Farr oder Martin Naydel gestaltet. Als Autor tat sich in den späteren Jahren neben Siegel vor allem Howard Sherman hervor.
In den 1990er Jahren wurde Bradley zeitweise als Nebenfigur in der Serie „Superman“ – wo er als freier Ermittler der Polizei von Supermans Heimatstadt angehörte – benutzt, bevor er ab 2001 in der Serie „Catwoman“ eine tragende Rolle als Partner und Liebhaber der Titelheldin, einer gewieften Einbrecherin, spielte.
Zuletzt wurde in der fünften Ausgabe der Serie „Solo“, 2006, nach mehr als fünfzig Jahren erstmals wieder ein – von Darwyn Cooke gestaltetes – Soloabenteuer zu Slam Bradley veröffentlicht. Zuvor war 2003/2004 unter dem Titel „The New Frontier“ bereits eine Miniserie erschienen in der Bradley und der Detektiv John Jones – hinter dem sich der verkleidete Marsianer J'onn J'onzz verbirgt – gemeinsam einen heiklen Fall lösen.

## Titelfigur und Handlung
Der Titelheld von Slam Bradley ist ein Privatdetektiv der mit vollem Namen Samuel Emerson Bradley heißt. Er besitzt die dem Typus des Privatdetektivs der „hard boiled novels“ standardmäßig zu eigenen Eigenschaften: Er ist ein „harter Knochen“, der sich auf Faustkämpfe und Kneipenschlägereien versteht, eine Leidenschaft für schöne Frauen und hochprozentige Getränke hat und mit den Vertretern der Polizei ein angespanntes Verhältnis hat.
Bradley betreibt obligatorischerweise eine leidlich erfolgreiche Privatkanzlei, in deren schmuddeligen Räumlichkeiten sich immer wieder Klienten einfinden, um ihn mit Fällen zu betrauen. Unterstützt bei der Lösung seiner Fälle wird Bradley in den Geschichten der 1930er und 1940er Jahre von seinem Juniorpartner „Shorty“ Morgan, einem dicklichen, pfankuchengesichtigen jungen Mann, der vor allem als „Comic Relief Character“ fungierte. Wiederkehrendes Element bei der Untersuchung von Fällen ist das Anlegen von ausgefeilten Verkleidungen, um „undercover“ ermitteln zu können. Bradleys eigene Kleidung besteht aus dem zeittypischen Detektiv-Attributen Anzug und Fedorahut. Unter den Schurken der Reihe tat sich vor allem Fui Onyui, ein die in den 1930ern in den USA grassierende Furcht vor der Gelben Gefahr verkörpernder Chinese, der dem berühmten Fu Manchu ähnelte.
Während die allerfrühesten Slam Bradley Geschichten in Cleveland spielen, sind spätere Geschichten vor allem in New York City angesiedelt. Noch spätere in den fiktiven Großstädten Metropolis und Gotham City, den Heimatstädten von Superman und Batman, den beiden erfolgreichsten Charakteren von Bradleys Verlag DC-Comics.
In der von Ed Brubaker verfassten Catwoman-Serie der frühen 2000er Jahre wird enthüllt, dass Bradley einen Sohn, Sam Bradley Jr., hat, der gemeinsam mit der Diebin Catwoman – mit der Bradley pikanterweise ebenfalls eine Romanze unterhalten hatte – eine Tochter Helena Kyle zeugt und dem alten Bradley somit eine Enkelin beschert.

## In anderen Medien
In der zehnten Folge der ersten Staffel der Fernsehserie Batwoman taucht Slam Bradley als Mitglied vom Gotham City Police Department von Gotham City auf.